# Friedrich Wessel
Friedrich Wessel (Bonn, 29 aprile 1945) è un ex schermidore tedesco, vincitore di due medaglie d'oro ai campionati mondiali di scherma.
È il cognato di Ute Kircheiss-Wessel.